# Ceratopogon caucasicus
Ceratopogon caucasicus är en tvåvingeart som beskrevs av Remm 1967. Ceratopogon caucasicus ingår i släktet Ceratopogon och familjen svidknott. Inga underarter finns listade i Catalogue of Life.